# Teluk Dalam (Aceh)
Teluk Dalam heißt ein Distrikt (indonesisch Kecamatan) der in der Mitte der Insel Teupah liegt, die zum Regierungsbezirk (indonesisch Kabupaten) Simeulue gehört. Der Kabupaten Simeulue ist ein Inselbezirk in der Provinz Aceh im Nordwesten der indonesischen Insel Sumatra. Teluk Dalam hat bei Stand Ende Juni 2023 mit 5.788 Einwohnern eine Bevölkerungsdichte (35 Einwohner je km²), die unter dem Durchschnitt des Kabupatens liegt. Die Fläche beträgt 1.821,75 km², d. h. etwa neuen Prozent des Bezirksterritoriums.
Der Kecamatan wurde (vor dem Jahr 2007) aus dem Kecamatan Simeulue Tengah (West Simeulue) ausgegliedert und untergliedert sich in zehn Dörfer (indonesisch Gampong oder Kampung) mit 26 Weilern (indonesisch Dusun). Die Dörfer sind in zwei Mukim zusammengefasst. Nur drei der Dörfer haben Zugang zum Meer (Gunung Putih, Babussalam und Muara Aman).
Der Kecamatan Teluk Dalam erstreckt sich zwischen 2°33′ und 2°45′ n. Br. sowie zwischen 96°04′′ und 96°14′ ö. L. und grenzt im Norden bzw. Nordwesten an den Kec. Simeulue Barat, im Westen an den Kec. Simeulue Tengah, im Süden an den Kec. Teupah Barat sowie im Südosten an den Kecamatan Simeulue Timur. Die Küstenlinie des Indischen Ozeans stellt im Osten als natürliche Grenze zugleich die längste Grenze dar.
Die aktuellen Bevölkerungsdaten aller zehn Gampung, nach den beiden Mukim geordnet:
| Mukim / Code 1        | Gampong               | Fläche 2              | Einw. 2020 3          | Einw. 2022 2          | männlich              | weiblich              | Dichte                | Sex Ratio             | Dusun |
| Mukim T a l a B a n o | Mukim T a l a B a n o | Mukim T a l a B a n o | Mukim T a l a B a n o | Mukim T a l a B a n o | Mukim T a l a B a n o | Mukim T a l a B a n o | Mukim T a l a B a n o | Mukim T a l a B a n o |       |
| --------------------- | --------------------- | --------------------- | --------------------- | --------------------- | --------------------- | --------------------- | --------------------- | --------------------- | ----- |
| 11.09.052.001         | Babussalam            | 02,76                 | 490                   | 501                   | 279                   | 222                   | 181,5                 | 125,68                | 3     |
| 11.09.052.002         | Muara Aman            | 19,34                 | 340                   | 390                   | 206                   | 184                   | 20,2                  | 111,96                | 2     |
| 11.09.052.003         | Gunung Putih          | 04,25                 | 382                   | 397                   | 210                   | 187                   | 093,4                 | 112,30                | 3     |
| 11.09.052.004         | Lugu Sebahak          | 14,46                 | 417                   | 403                   | 206                   | 197                   | 27,9                  | 104,57                | 3     |
| 11.09.052.005         | Kuala Bakti           | 17,59                 | 250                   | 304                   | 151                   | 153                   | 17,3                  | 098,69                | 2     |
| Mukim T e t e B a n o |                       |                       |                       |                       |                       |                       |                       |                       |       |
| 11.09.052.006         | Bulu Hadik            | 18,56                 | 659                   | 696                   | 358                   | 338                   | 37,5                  | 105,92                | 2     |
| 11.09.052.007         | Sambay                | 22,23                 | 669                   | 683                   | 341                   | 342                   | 30,7                  | 099,71                | 3     |
| 11.09.052.008         | Luan Balu             | 28,13                 | 974                   | 1043                  | 540                   | 503                   | 37,1                  | 107,36                | 3     |
| 11.09.052.009         | Tanjung Raya          | 13,15                 | 575                   | 596                   | 317                   | 279                   | 45,3                  | 113,62                | 3     |
| 11.09.052.010         | Kuala Baru            | 24,78                 | 703                   | 720                   | 370                   | 350                   | 29,1                  | 105,71                | 2     |
| 11.09.52              | Kec. Teluk Dalam000   | 165,25                | 5.459                 | 5.733                 | 2.978                 | 2.755                 | 34,7                  | 108,09                | 26    |